# آن یک نفر باشم
«آن یک نفر باشم» (به انگلیسی: Be the One) ترانه‌ای از خوانندهٔ انگلیسی دوآ لیپا از اولین آلبوم استودیویی هم‌نام خود است. این ترانه توسط لوسی تیلور، جک تارنت و دیجیتال فارم انیمالس نوشته شده‌است. این ترانه شامل ژانر دریم پاپ، یوروپاپ و سینث-پاپ با عناصر گاسپل و پاور پاپ است. در این ترانه لیپا رو مجسم می‌کند که دوست‌پسر خود را برای یک رستگاری رمانتیک التماس می‌کند. این ترانه با استقبال منتقدان روبرو شد، بسیاری از منتقدان موسیقی آن را در اثر برجستهٔ آلبوم خواندند و کیفیت تهیه‌کنندگی آن تحسین کردند.

## زمینه و ترکیب
«آن یک نفر باشم» توسط لوسی تیلور، دیجیتال فارم انیمالس و جک تارنت نوشته شده‌است. آنها این آهنگ را دربارهٔ با یکی از رابطه‌های لوسی تیلور نوشتند. تیلور که دوست خوب لیپا بود، قبل از اینکه لیپا آهنگ را منتشر کند، آهنگ را برای او پخش کرد و به او پیشنهاد داد که آن را ضبط کند. لیپا بلافاصله عاشق این آهنگ شد و «ملودی هاً و «اشعار مداودم» را به عنوان دلیل بیان کرد. او فکر کرد که کاملاً مناسب آلبومش خواهد بود. با این حال، او به دلیل ننوشتن آن تمایلی به ضبط آهنگ نداشت.

## موزیک ویدئو

### نسخه ۱

اولین موزیک ویدیو «ان یک نفر باشم» در لندن فیلمبرداری شد و برخی از نقاط مورد علاقه لیپا در این شهر را به نمایش می‌گذارد.

موزیک ویدیو «آن یک نفر باشم» توسط نیکول نودلند کارگردانی شد، وی همچنین کارگردان ویدیوی «عشق جدید» بود. پس از ضبط ویدئو برای «عشق جدید» در لس آنجلس، لیپا به یاد می‌آورد که بسیار سرگرم شده‌است و تصمیم گرفته‌است که به جز در لندن، برای ساخت یک ویدئوی جدید با موسیقی ویدیو «آن یک نفر باشم» تلاش کند. این خواننده اظهار داشت که این ویدئو مفهومی ندارد. میان فیلمبرداری آنها به برخی از مکانهای مورد علاقه لیپا در لندن رفتند، و همچنین در جستجوی ناحیهٔ سوهو، لباس‌های مختلف پوشیدند و رقصیدند. لیپا مد و لباس‌های دهه ۱۹۹۰ را به عنوان الهامات خود برای تجسم عنوان کرد. نودلند نیز تهیه‌کننده آن بود، در حالی که تدوین و فیلمبرداری توسط جکسون دوکاس انجام می‌شد. سرانجام این ویدئو در ۲۹ اکتبر ۲۰۱۵ منتشر شد.

### نسخه ۲

انسل الگورت در دومین ویدیوی «آن یک نفر باشم» لیپا را به دنبال اتومبیل لکسوس آی اس دنبال می‌کند.

دومین موزیک ویدیو «آن یک نفر باشم» از طریق ویوو در ۵ دسامبر ۲۰۱۶، در تبلیغ مجدد آهنگ منتشر شد. کارگردانی آن را دانیل کافمن بر عهده داشت و آنسل الگورت نقش اصلی عشق لیپا را بازی می‌کند. این ویدئو به عنوان همکاری بین لکسوس و ویوو ساخته شده‌است و دارای یک لکسوس آی اس در ۴۱۹۹۹ ال ای دی در هم پیچیده شده‌است. لیپا با استفاده از آن می‌خواست جنبه تاریک ترانه را نشان دهد و مضامین آن را در ارتباط نادرست در یک رابطه نشان دهد. این ویدئو با مشاجره لیپا و الگورت در یک اتاق متل با نور نئون آغاز می‌شود و پس از آن لیپا هجوم می‌آورد در حالی که الگورت دنبال می‌کند. الگورت لیپا را در یک بزرگراه خالی دنبال می‌کند، جایی که صحنه‌های فلش بک نشان داده می‌شود. این ویدئو با رسیدن الگورت به لیپا خاتمه می‌یابد، جایی که او در نهایت در لکسوس IS فرار می‌کند.